# Rajchutor
Rajchutor (ros. Райхутор) – osiedle typu wiejskiego w zachodniej Rosji, w sielsowiecie kitajewskim rejonu miedwieńskiego w obwodzie kurskim.

## Geografia
Miejscowość położona jest 2 km od centrum administracyjnego sielsowietu (2-ja Kitajewka), 14,5 km na północny wschód od centrum administracyjnego rejonu (Miedwienka), 28 km na południowy wschód od Kurska, 13,5 km od drogi magistralnej (federalnego znaczenia) M2 «Krym».
W osiedlu znajdują się 3 posesje.
Klimat
Miejscowość, jak i cały rejon, znajduje się w strefie klimatu kontynentalnego z łagodnym ciepłym latem i równomiernie rozłożonymi opadami rocznymi (Dfb w klasyfikacji klimatów Köppena).

## Demografia
W 2010 r. osiedle nie byłо zamieszkanе.